# Matsiloje
Matsiloje est une ville du Botswana.